# Athyrium spinulosum
Athyrium spinulosum là một loài thực vật có mạch trong họ Woodsiaceae. Loài này được (Maxim.) Milde miêu tả khoa học đầu tiên năm 1866.

## Hình ảnh